# Киргизька література
Киргизька література — сукупність письмових та усних творів киргизькою мовою.
До виникнення киргизької писемності література киргизів розвивалася у формі усної творчості. Існувала традиція усної киргизької народної поезії, починаючи від лірики і закінчуючи епосом. З киргизьких поетичних творів відомі пастуші («Бекбек») і любовно-ліричні пісні («Секетбай», «Кюйгон»), Кошок (плачі), прислів'я і приказки, казки, епоси («Курманбек», «Кедейхан», «Кожожаш», «Саринжі-Бокей», «Олджобай і Кішімджан», «Ер-Тештюк», «Жанил Мирза») та інші.
Особливо важливе значення для киргизького народу має героїчний епос «Манас». Його популяризації сприяли манасчі (співці), що тримали його в пам'яті. Перші записи епосу «Манас» та інших киргизьких поем зробили в середині XIX століття російський вчений-тюрколог В. В. Радлов і казахський учений Ч. Ч. Валіханов .
Важливою сажнів складової киргизької усній поезії є творчість акинів (поетів-імпровізаторів). До кінця XIX століття в акинській поезії Киргизії виділялося два напрямки: прихильники прогресу і возз'єднання з Росією (Токтогул Сатилганов, Тоголок Молдо) і захисники традиційного укладу життя, що протиставляють киргизький народ російському.

## Радянський період
Після приходу радянської влади почалася робота зі створення киргизької писемності. Згідно Літературному енциклопедичному словнику, роком народження письмовій киргизької літератури вважається 1924, коли вийшла перша газета киргизькою мовою «Эркин Тоо» («Вільні гори»). Там друкувалися вірші А. Токомбаєва та інших киргизьких поетів. Першим письмовим твором сучасної киргизької літератури став вірш А. Токомбаєва «Епоха Жовтня», опублікований в першому номері газети, а першим твором в прозі — розповідь «Аджар» К. Баялінова (1928). Навколо газети «Эркин Тоо» сформувався літературний гурток молодих поетів-революціонерів " «Кизил Учкун» («Червона іскра»), з якого вийшли відомі в майбутньому письменники А. Токомбаєв, Дж. Боконбаєв, Т. Сидикбеков, Дж. Турусбек, К. Маліков, М. Токобаєв, К. Джантошев, К. Баялінов, М. Елєбаєв. Поезія 1920-х років в основному спиралася на традиції киргизького усно-поетичного фольклору. Основною темою поетичних творів того періоду було звільнення пригноблених і будівництво нового життя.
У 1950-1960-і роки киргизькі письменники стали активно звертатися до складних соціальних і моральних проблем. Високого художнього рівня досягли жанри оповідання і прози. У післявоєнній киргизькій прозі важливе місце займала творчість Ч. Айтматова, повісті якого перекладено багатьма мовами світу. Розвивався жанр роману як на сучасні (Н. Байтеміров, Ш. Бейшеналієв та інші), так і на історичні теми (Т. Касимбеков). До збірки «Герої суворих років» (1968) увійшли твори Аали Токомбаева, Чингіза Айтматова, Федіра Самохіна, Саткина Сасикбаєва та ін.

Киргизька драматургія, що почалася в 1930-х роках з перекладень на сцену фольклорних творів, в 1950-1970-х роках стала реалістичною і придбала сучасне гостросоціальне звучання (К. Маліков, Т. Абдумомунов, М. Байджі). У поезії отримали розвиток поема (М. Абилкасимова) і різні форми лірики (М. Джангазієв). Якщо раніше киргизька поезія орієнтувалася на класичний римований вірш, то в 1960-1970-х роках в ній з'явився і вірш вільний (С. Ераль, О. Султанов та інші).